# Christliche Initiative Romero
Die Christliche Initiative Romero e. V. (CIR) ist ein eingetragener Verein mit Sitz in Münster. Sie wurde 1981 gegründet. Im Sinne des Namensgebers Óscar Romero setzt sich die CIR gegen Ungerechtigkeitsverhältnisse ein und engagiert sich für einen ganzheitlichen Wandel, hin zu einem gerechten Wirtschafts- und Gesellschaftssystem, in dem Menschen unter würdigen Bedingungen arbeiten und leben können und Unternehmen sozial und ökologisch handeln. Der Verein setzt sich insbesondere für Arbeits- und Menschenrechte in Ländern Mittelamerikas ein. Schwerpunkt ist die Unterstützung von Basisbewegungen und Organisationen in Mittelamerika sowie die Kampagnen- und Bildungsarbeit in Deutschland. Die Vision der CIR ist eine gerechte und solidarische Welt, in der ein gutes Leben für alle möglich ist.

## Geschichte
Die Christliche Initiative Romero e.V. (CIR) entstand in den späten 1970er-Jahren, inspiriert von den Werten und Perspektiven lateinamerikanischer Basisgemeinden und sozialer Bewegungen. Viele dieser Organisationen verstanden sich als Teil der Bewegung der Befreiungstheologie, die ein unmittelbares Engagement aller Christen und Christinnen in der Überwindung der sozialen Ungerechtigkeiten verlangte.
In Münster bildeten sich Solidaritätskomitees zur Unterstützung der Befreiungsbewegungen in Mittelamerika. Diese Komitees organisierten öffentlichkeitswirksame Aktionen, um auf die Repressionen der Militärregierungen gegen Andersdenkende aufmerksam zu machen. 1980 besetzten Mitglieder dieser Komitees den Kölner Dom, um Kirchenleitungen zur Parteinahme für Verfolgte aufzufordern. Kurz darauf wurde in Münster die „Christliche Initiative El Salvador“ gegründet, die sich 1984 in „Christliche Initiative Romero e.V.“ (CIR) umbenannte. Seit 2022 tritt der Verein in der Öffentlichkeit vorrangig unter dem Namen „Romero Initiative“ (CIR) auf. Die Namensgebung ehrt den Erzbischof Óscar Romero, der sich bis zu seiner Ermordung 1980 gegen Menschenrechtsverletzungen einsetzte. Seit ihrer Gründung ist die CIR überparteilich und nicht konfessionell gebunden.

## Struktur
Die Christliche Initiative Romero e. V. (CIR) ist ein 1981 gegründeter, unabhängiger Verein, der ausschließlich gemeinnützige Ziele und keine eigenwirtschaftlichen Zwecke verfolgt. Die Leitung des Vereins obliegt dem ehrenamtlich tätigen Vorstand, der von der Mitgliederversammlung gewählt wird, dem obersten Entscheidungsgremium des Vereins.
Die CIR beschäftigt mehr als 35 hauptamtlich tätige Mitarbeitende, die die Ziele des Vereins umsetzen.

## Finanzierung
Die Christliche Initiative Romero e. V. (CIR) finanziert sich durch Mitgliedsbeiträge und Spenden, staatliche Förderung, zum Beispiel durch das Bundesministerium für wirtschaftliche Zusammenarbeit und Entwicklung und die  EU, Zuwendungen von Kirchen und privaten Stiftungen sowie durch Mittel der Romero-Stiftung. Der Verein trägt das Spendensiegel des [Deutschen Zentralinstituts für soziale Fragen].
Ihren Partnerorganisationen in Mittelamerika sichert die CIR eine planbare und dauerhafte finanzielle Unterstützung zu. Jahr für Jahr unterstützt die Romero Stiftung mit Zinserträgen die Arbeit der CIR. Die Erträge der Romero Stiftung stehen laut Stiftungssatzung ausschließlich für die Projekt- und Kampagnenarbeit der CIR zur Verfügung.
Einen detaillierten Einblick in Spendeneinnahmen, Finanzierung und Ausgaben ermöglicht der Jahres- und Finanzbericht, den der Verein jährlich auf seiner Webseite veröffentlicht.

## Tätigkeit
Die Tätigkeit der Christlichen Initiative Romero e.V. (CIR) gliedert sich in zwei zentrale Schwerpunkte: die Zusammenarbeit mit Partnerorganisationen in Mittelamerika sowie die Kampagnen- und Bildungsarbeit in Deutschland und dem europäischen Ausland.

### Mittelamerika
Der Verein arbeitet seit über 40 Jahren eng mit Organisationen in Mittelamerika zusammen, insbesondere in den Ländern Nicaragua, El Salvador, Guatemala und Honduras.
Zentrale Anliegen dieser Organisationen sind u. a. die Selbstbestimmung von Frauen, die Achtung der kulturellen und sozialen Rechte indigener Bevölkerungsgruppen, menschenwürdige Arbeitsbedingungen, die Förderung von Agrarökologie und nachhaltiger Landwirtschaft, Klimagerechtigkeit sowie die politische Stärkung der Zivilgesellschaft.
Ein zunehmend wichtiger Schwerpunkt liegt auf dem Schutz demokratischer Institutionen. Angesichts wachsender Repressionen sind Journalisten und Journalistinnen, Nichtregierungsorganisationen und Menschenrechtsverteidiger und Menschenrechtsverteidigerinnen immer häufiger Bedrohungen, Verfolgung und Kriminalisierung ausgesetzt. Die CIR engagiert sich aktiv, um diesen Entwicklungen entgegenzuwirken.
Durch politische und finanzielle Unterstützung stärkt die CIR ihre Partnerorganisationen und sichert deren Handlungsfähigkeit auch in schwierigen politischen Kontexten. Dabei steht für die CIR die Eigenbemächtigung der Partnerorganisationen an oberster Stelle, damit diese für eine Verbesserung der Menschen- und sozialen Rechte, Organisationsrechte und das Recht auf Selbstbestimmung in der bestehenden Gesellschaft eintreten können. Neben der Projektfinanzierung stärkt der inhaltliche Austausch mit ihren zentralamerikanischen Partnerorganisationen die CIR in ihrer Kampagnenarbeit in Deutschland.
Des Weiteren leistet der Verein Soforthilfe z. B. nach Naturkatastrophen, organisiert öffentlichkeitswirksame Eilaktionen zu aktuellen Fällen von Menschen- und Arbeitsrechtsverletzungen und führt Rundreisen mit Gästen aus Mittelamerika in Deutschland und Europa durch.

### Inland und Europa
Der zweite zentrale Tätigkeitsbereich des Vereins ist die [politische Informationsarbeit], die entwicklungspolitische Debatten aufgreift und Kampagnen initiiert.
Die CIR setzt sich mit ihrer Kampagnen- und Bildungsarbeit für einen Bewusstseinswandel in Europa ein, um globale Ungerechtigkeiten zu bekämpfen und eine zukunftsfähige Entwicklung zu fördern. Dabei werden Bürger und Bürgerinnen, Unternehmen, Kirchen und politische Institutionen zu nachhaltigem und verantwortungsvollem Handeln aufgerufen. Der Schwerpunkt liegt auf den Themen Menschenrechte und kritischer Konsum.
Zu diesem Zweck recherchiert die CIR unter anderem zu Menschenrechten in Mittelamerika, zu Arbeitsbedingungen in der Bekleidungs- und Spielzeugindustrie, zu Folgen der und Anpassung an die Klimakrise sowie zu Lieferketten von Lebensmitteln wie beispielsweise Palmöl, Soja oder Orangensaft. Die Ergebnisse dieser Recherchen veröffentlicht die CIR in Form von Studien, Broschüren, Postern, Magazinen oder Videos. Außerdem informiert die CIR rund 17.500 entwicklungspolitisch interessierte Menschen vierteljährlich mit einem kostenlosen Magazin, der „presente“, über aktuelle politische und soziale Themen.

## Kampagnen
Die CIR engagiert sich in zahlreichen Kampagnen, u. a. zu den folgenden Themen:
- Marktmacht von Supermärkten (SupplyCha!nge)[13]
- Menschenrechts- und Umweltschutz beim Rohstoffabbau (Stop Mad Mining)[14]
- Klimagerechtigkeit (Game On!)[15]
- Systemwandel („Das WIR in Wirtschaft – Gemeinsam transformativ gestalten“)[16]
- gerechter und nachhaltiger Wandel des Ernährungssystems (Our Food. Our Future[17]; Rebooting the Food System[18])
- Faire, ethische und umweltbewusste Lebensmittelbeschaffung (Turn the Tables)[19]
- Nachhaltige Beschaffung (Sorgfaltspflichten in der öffentlichen Beschaffung von Lebensmitteln und Textilien in Kommunen und auf NRW-Landesebene)[20]
- das System Fast Fashion
- wirksame Lieferkettengesetze auf nationaler und europäischer Ebene.

Die Kampagnenarbeit der CIR hat stets zum Ziel, ein Bewusstsein für die Auswirkungen unserer Wirtschafts- und Konsumweise auf Menschen und Umwelt im Globalen Süden zu schaffen sowie Veränderungen auf politischer Ebene einzufordern, die der Achtung von Menschen- und Umweltrechten dienen.

## Mitgliedschaften
Der Verein ist Mitglied in folgenden Organisationen und Bündnissen:
- Arbeitskreis Rohstoffe[21]
- Buy Better Food[22]
- CorA-Netzwerk Netzwerk Unternehmensverantwortung ”Corporate Accountability”
- Die Initiative Lieferkettengesetz[23]
- Ernährungsrat Münster[24]
- Fairtrade Deutschland
- Fairtrade Town Münster[25]
- Fair Toys Organisation
- Kampagne für Saubere Kleidung
- Klima-Allianz Deutschland
- Meine Landwirtschaft[26]
- Nürnberger Bündnis Fair Toys
- Pro los Niños y Adolescentes Trabajadores – ProNATs[27]
- Runder Tisch Zentralamerika[28]
- Verband Entwicklungspolitik und Humanitäre Hilfe deutscher Nichtregierungsorganisationen (VENRO)